# Киселицова, Алена
Алена Киселицова (в замужестве — Мейзликова) (чеш. Alena Kyselicová (Mejzlíková), 14 ноября 1957, Тренчьянске-Теплице, Чехословакия) — чехословацкая хоккеистка (хоккей на траве), полевой игрок. Серебряный призёр летних Олимпийских игр 1980 года.

## Биография
Алена Киселицова родилась 14 ноября 1957 года в чехословацком городе Тренчьянске-Теплице (сейчас в Словакии).
Играла в хоккей на траве за «Славию» из Праги. Пять раз была чемпионкой Чехословакии. В 1985—1989 годах признавалась лучшей хоккеисткой страны.
В 1980 году вошла в состав женской сборной Чехословакии по хоккею на траве на летних Олимпийских играх в Москве и завоевала серебряную медаль. Играла в поле, провела 5 матчей, забила 1 мяч в ворота сборной Индии.
По окончании игровой карьеры стала тренером. Тренировала женскую команду пражской «Славии».

## Семья
Дочери Алены Мейзликовой Адела и Тереза Мейзликовы выступали за женскую сборную Чехии по хоккею на траве. Сын Якуб Мейзлик — бывший футболист, судья международной категории по хоккею на траве.